# بوب نيكولاس
بوب نيكولاس (بالإنجليزية: Bob Nicholas)‏ هو محامي وسياسي أمريكي، ولد في 14 أكتوبر 1957 في لاندر في الولايات المتحدة. حزبياً، نشط في الحزب الجمهوري. وقد انتخب عضو مجلس نواب وايومنغ.

## وصلات خارجية
- الموقع الرسمي